# Lake Arrowhead (See, Kalifornien)
Lake Arrowhead, ehemals Little Bear Lake, ist ein künstlicher Stausee in den San Bernardino Mountains in Südkalifornien.

## Geschichte
Bereits in den 1890er Jahren wurde im Little Bear Valley der Bau eines Staudamms geplant und begonnen. Der Little Bear Lake bildete die Basis des späteren Lake Arrowhead Reservoirs.
Ursprünglich sollte der Stausee Teil eines großen Wasserwerksprojekts zur Versorgung des San Bernardino Valley mit Wasser zur Bewässerung werden. Zu diesem Zweck wurde 1904 mit dem Bau des Lake-Arrowhead-Damms begonnen. Das ursprüngliche Projekt wurde jedoch aufgrund von Rechtsstreitigkeiten über die Wasserversorgung der lokalen Landbesitzer auf der Wüstenseite der Berge gestoppt.
Der Bau des Damms wurde erst 1922 von der Arrowhead Lake Company, einem Konsortium aus Los Angeles, abgeschlossen; das Konzept sah auch vor, das Gebiet zu einem touristischen Feriengebiet weiterzuentwickeln.
Der Lake Arrowhead Community Services District entnimmt dem See Wasser zur Aufbereitung als Trinkwasser und Verteilung an die Anwohner.

## Lage
Der Stausee liegt im San Bernardino County umgeben vom gleichnamigen Ort Arrowhead mit seiner normannischen Architektur.
Im Nordwesten erhebt sich der 1.679 Meter hohe Mount Marie Louise. Im Norden des Sees befindet sich der North Shore Trail, der dem Little Bear Creek an dessen Nordufer folgt und am Hook Creek endet.
Lake Arrowhead ist vom Norden her über die California State Route 173 (SR 173) mit Hesperia und vom Süden her über die California State Route 18 (SR 18) mit Running Springs verbunden.

## Ökologie
Lake Arrowhead wird vom Little Bear Creek gespeist, einem Nebenfluss des Deep Creek, der selbst ein Nebenfluss des Mojave Rivers ist. Der waldreiche Canyon – in dem sich der Stausee befindet – wird vom Little Bear Creek geschnitten.
Zu den heimischen Baumarten zählen unter anderem die Zucker- und Jeffrey-Kiefer, Eichen, Berg-Ahorn, Weihrauchzeder sowie Adlerfarn. Der Canyon ist auch für seine wilden Truthähne bekannt.

## Freizeitaktivitäten

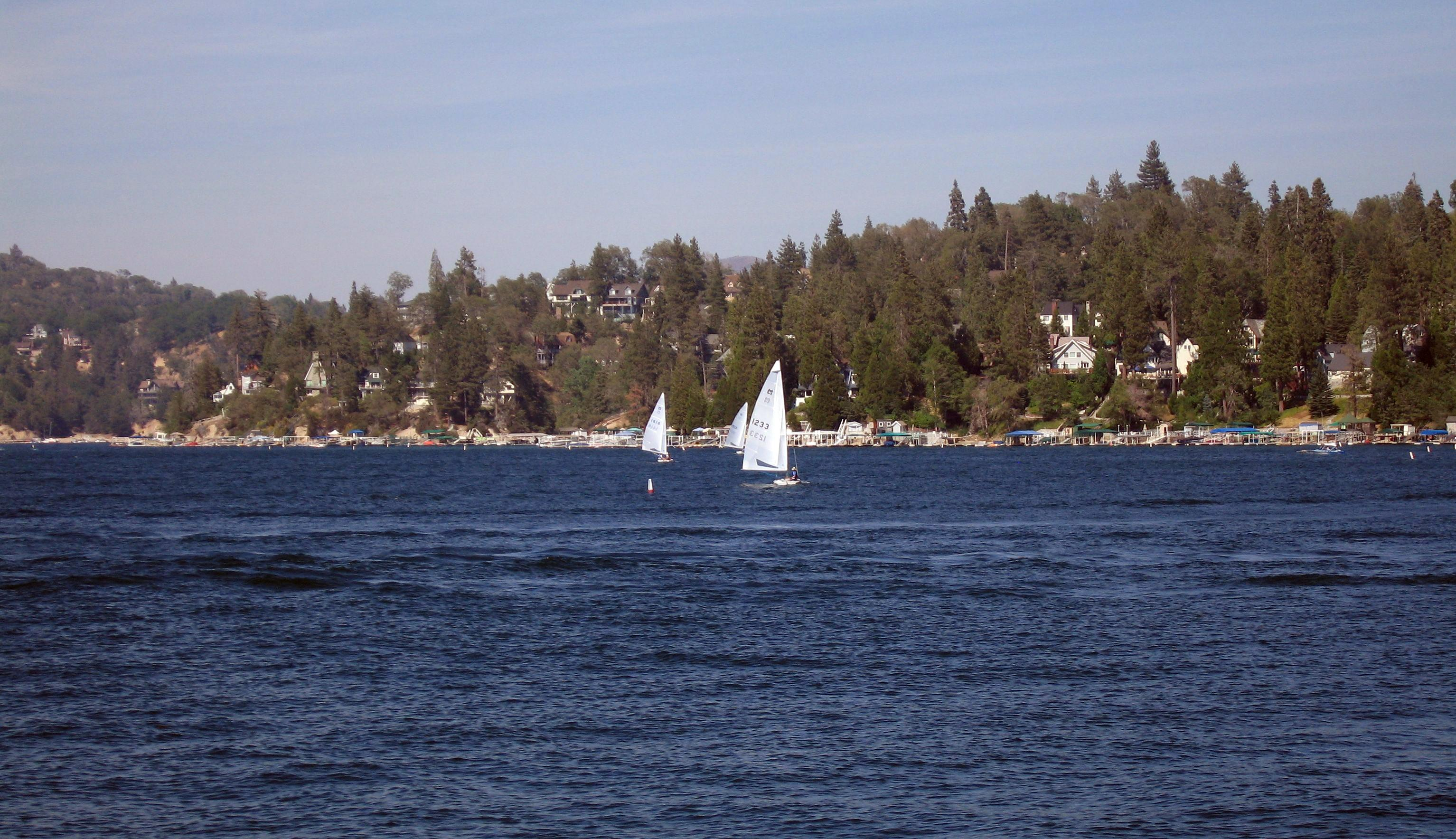

Der Stausee ist ein beliebtes Naherholungsgebiet in Südkalifornien, meist für den Großraum Los Angeles. Es wird insbesondere von Familien, Wanderern, Radfahrern und Joggern besucht.
Rund um den See befinden sich verschiedene Picknick- und Grillbereiche. Im Norden befindet sich der Campingplatz „North Shore Public Campground“ und der Parkplatz des Mountains Community Hospital.
Es ist Anwohnern von Lake Arrowhead mit Seerechten möglich, das Gewässer mit Booten, Kanus, Kayaks und Schlauchbooten zu befahren; des Weiteren ist das Fischen erlaubt. Die Nutzung des Sees wird von der Arrowhead Lake Association kontrolliert, die den See für die Freizeitnutzung ihrer Mitglieder unterhält.